# O Sorriso do Gato de Alice
O Sorriso do Gato do Alice é o vigésimo quarto álbum de Gal Costa.

## Lista de faixas
| N.º | Título                        | Compositor(es)        | Duração |  |
| 1.  | "Bahia, Minha Preta"          | Caetano Veloso        | 4:04    |  |
| 2.  | "Bumbo da Mangueira"          | Jorge Ben Jor         | 5:06    |  |
| 3.  | "Errática"                    | Veloso                | 3:17    |  |
| 4.  | "Mãe da Manhã"                | Gilberto Gil          | 4:05    |  |
| 5.  | "Gratitude"                   | Arto Lindsay · Veloso | 4:02    |  |
| 6.  | "Goleiro (Eu Vou Lhe Avisar)" | Ben Jor               | 4:54    |  |
| 7.  | "Nuvem Negra"                 | Djavan                | 4:30    |  |
| 8.  | "Lavagem do Bonfim"           | Gil                   | 3:55    |  |
| 9.  | "Serene"                      | Lindsay · Djavan      | 2:59    |  |
| 10. | "Você e Você"                 | Gil                   | 4:18    |  |
| 11. | "Alcohol"                     | Ben Jor               | 6:24    |  |

## Certificados e vendas
| País (Provedor) | Disco Especifico | Certificação | Vendas   |
| --------------- | ---------------- | ------------ | -------- |
| Brasil (ABPD)   | CD               | Ouro         | +100.000 |